# Jean-Charles Arnal du Curel
Jean-Charles Arnal du Curel (Le Vigan, 28 giugno 1858 – Monte Carlo, 6 giugno 1915) è stato un vescovo cattolico francese.

## Biografia
Monsignor Jean-Charles Arnal du Curel nacque a Le Vigan il 28 giugno 1858 in una famiglia di contadini agiati.

### Formazione e ministero sacerdotale
Studiò giurisprudenza e ricoprì l'incarico di prefetto.
L'influenza di padre Emmanuel d'Alzon e la sua grande pietà, lo convinsero a rinunciare alla carriera amministrativa e nel 1886 entrò in seminario.
Il 21 dicembre 1889 fu ordinato presbitero per la diocesi di Nîmes della quale divenne poi vicario generale.

### Ministero episcopale
Il 2 ottobre 1903 papa Pio X lo nominò vescovo di Monaco. Ricevette l'ordinazione episcopale l'8 novembre successivo dal vescovo di Nîmes Félix-Auguste Béguinot, coconsacranti l'arcivescovo metropolita di Tolosa Jean-Augustin Germain e il vescovo di Langres Sébastien Herscher.
Ad Alzon costruì una grande casa vittoriana, l'Hermitage Saint-Guiral, chiamata anche il "castello del vescovo".
Morì a Monte Carlo il 6 giugno 1915 all'età di 56 anni.

## Genealogia episcopale
La genealogia episcopale è:
- Cardinale Guillaume d'Estouteville, O.S.B.Clun.
- Papa Sisto IV
- Papa Giulio II
- Cardinale Raffaele Riario
- Papa Leone X
- Papa Clemente VII
- Cardinale Antonio Sanseverino, O.S.Io.Hier.
- Cardinale Giovanni Michele Saraceni
- Papa Pio V
- Cardinale Innico d'Avalos d'Aragona, O.S.Iacobi
- Cardinale Scipione Gonzaga
- Patriarca Fabio Biondi
- Papa Urbano VIII
- Cardinale Cosimo de Torres
- Cardinale Francesco Maria Brancaccio
- Vescovo Miguel Juan Balaguer Camarasa, O.S.Io.Hier.
- Papa Alessandro VII
- Cardinale Neri Corsini
- Vescovo Francesco Ravizza
- Cardinale Veríssimo de Lencastre
- Arcivescovo João de Sousa
- Vescovo Álvaro de Abranches e Noronha
- Cardinale Nuno da Cunha e Ataíde
- Cardinale Tomás de Almeida
- Cardinale João Cosme da Cunha, O.R.C.
- Arcivescovo Francisco da Assunção e Brito, O.E.S.A.
- Vescovo Alexandre de Gouveia, T.O.R.
- Vescovo Caetano Pires Pereira, C.M.
- Vescovo Gioacchino Salvetti, O.F.M.
- Vescovo Giuseppe Maria Rizzolati, O.F.M.Ref.
- Arcivescovo Théodore-Augustin Forcade, M.E.P.
- Cardinale Jean-Pierre Boyer
- Vescovo Félix-Auguste Béguinot
- Vescovo Jean-Charles Arnal du Curel